# Euchalcia consona
Euchalcia consona är en fjärilsart som beskrevs av Fabricius 1787. Euchalcia consona ingår i släktet Euchalcia och familjen nattflyn. Inga underarter finns listade i Catalogue of Life.